# Antissa Khvitschava
Antissa Khvitschava, prétendument née à Sachino le 8 juillet 1880, dans la municipalité de Tsalendjikha en Géorgie, décédée le 7 octobre 2012 à Sachino, dans la municipalité de Tsalendjikha, est une supercentenaire géorgienne. Prétendument décédée à l'âge de 132 ans et 84 jours, elle fait partie des cas incertains de longévité qui n'ont pas été reconnus par le Groupe de recherche en gérontologie ni par le Livre Guiness des records.

## Biographie
D'après ses papiers d'identité soviétiques qui n'ont cependant pas fait l'objet d'une vérification certifiée, Antisa Khvitschava serait née le 8 juillet 1880.
Cette Géorgienne vivait dans le village de Sachino, dans la municipalité de Tsalendjikha, avec ses enfants, petits-enfants et arrière-petits-enfants. Elle a vécu en Géorgie toute sa vie. En 2011, elle est également devenue titulaire d'un passeport biométrique et d'une carte d'identité, qui lui ont été remis par des représentants du gouvernement local. Antisa Khvichava avait 12 petits-enfants, 18 arrière-petits-enfants et 4 arrière-arrière-petits-enfants. Elle a travaillé comme cultivatrice jusqu'en 1965, et a pris sa retraite à l'âge de 85 ans.
À l’occasion de son supposé 130e anniversaire, elle avait été présentée à la commission du Livre Guinness des records afin de lui accorder le statut de femme la plus âgée du monde, sans pouvoir cependant obtenir ce titre officiel. Elle a reçu le titre de citoyenne d'honneur de la ville de Tsalendjikha.
Antissa Khvitschava est décédée le 7 octobre 2012, à l'âge revendiqué de 132 ans et 84 jours. Elle a été inhumée le 7 octobre dans son village natal. Plus de 1 000 personnes ont assisté à ses funérailles.

## Débats sur son âge
Selon Antissa Khvitschava et sa famille, son acte de naissance a été perdu. Les autorités géorgiennes disposent du passeport de Mme Khvitschava datant de l'époque soviétique, qui indique sa date de naissance, ainsi que de son livret de pension, délivré dans les années 1960. L'Agence géorgienne de l'état civil dispose d'un document d'une commission spéciale de 1980 qui a enquêté sur son âge comme preuve.
Cependant, son âge a été remis en question, entre autres, par L. Stephen Coles, cofondateur du Groupe de recherche en gérontologie, qui a affirmé que les preuves fournies impliquaient qu'elle aurait dû donner naissance à son fils, Mikhail, à l'âge de 60 ans, mais que l'année de naissance de ce dernier restait incertaine et qu'il pourrait en réalité être né deux décennies plus tôt.
En Géorgie, les déclarations de naissance et de décès sont gérées par les autorités locales et non par le gouvernement central, et les résidents dissimulent parfois ou fournissent de fausses informations afin d'obtenir des prestations gouvernementales plus tôt que la date légale.